# Premjer Liha 2015/16
Het seizoen 2015/16 van de Premjer Liha is het 23ste seizoen van de hoogste Oekraïense voetbalcompetitie sinds het oprichten van de Premjer Liha in 1992.

## Teams
Aan de competitie doen 14 teams mee. Illitsjivets Marioepol degradeerde in het seizoen 2014/2015 naar de Persja Liha. PFK Oleksandrija werd in het seizoen 2014/2015 kampioen in de Persja Liha. De volgende teams komen in het seizoen 2015/2016 uit in de Premjer Liha. Stal Dniprodzerzjynsk nam de plaats van het vorig seizoen failliet verklaarde Metaloerh Donetsk over.
| Club                  | Plaats           | Stadion                          | Cap            | Trainer             |
| --------------------- | ---------------- | -------------------------------- | -------------- | ------------------- |
| Dynamo Kiev           | Kiev             | NSK Olimpiejsky                  | 70.050         | Serhij Rebrov       |
| Metalist Charkov      | Charkov          | Metaliststadion                  | 40.003         | Oleksandr Sevidov   |
| Sjachtar Donetsk      | Donetsk          | Arena Lviv, Chornomorets Stadium | 34.915, 34.164 | Mircea Lucescu      |
| Tsjornomorets Odessa  | Odessa           | Chornomorets Stadium             | 34.164         | Oleksandr Babych    |
| Dnipro Dnipropetrovsk | Dnjepropetrovsk  | Dnipro Stadion                   | 31.003         | Myron Markevych     |
| Karpaty Lviv          | Lviv             | Oekrajina-stadion                | 28.051         | Igor Jovićević      |
| Vorskla Poltava       | Poltava          | Vorskla Stadion                  | 24.795         | Vasyl Sachko        |
| Stal Dniprodzerzjynsk | Dniprodzerzjynsk | Metalloerh Stadion               | 24.381         | Volodymyr Mazyar    |
| Volyn Loetsk          | Loetsk           | Avanhard Stadion                 | 12.080         | Vitaliy Kvartsyanyi |
| Metaloerh Zaporizja   | Zaporizja        | Slavutytsj Arena                 | 12.000         | Anatoliy Chantsev   |
| Zorja Loehansk        | Loehansk         | Avanhard Stadion                 | 22.288         | Joeri Vernydoeb     |
| Hoverla Oezjhorod     | Oezjhorod        | Avanhard Stadion                 | 12.000         | Vyacheslav Hroznyi  |
| Oleksandrija          | Oleksandrija     | CSC Nika Stadion                 | 7.000          | Volodymyr Sharan    |
| Olimpik Donetsk       | Donetsk          | Olimpik Sports Complex           | 3.000          | Roman Sanzhar       |

## Ranglijst

### Eindstand
| Pos | Club                  | Gs | W  | G  | V  | PA | Pnt | Dv | Dt | Ds  |
| --- | --------------------- | -- | -- | -- | -- | -- | --- | -- | -- | --- |
| 1   | Dynamo Kiev           | 26 | 23 | 1  | 2  |    | 70  | 54 | 11 | +43 |
| 2   | Sjachtar Donetsk      | 26 | 20 | 3  | 3  |    | 63  | 76 | 25 | +51 |
| 3   | Dnipro Dnipropetrovsk | 26 | 16 | 5  | 5  |    | 53  | 50 | 22 | +28 |
| 4   | Zorja Loehansk        | 26 | 14 | 6  | 6  |    | 48  | 51 | 26 | +25 |
| 5   | Vorskla Poltava       | 26 | 11 | 9  | 6  |    | 42  | 32 | 26 | +6  |
| 6   | Oleksandrija          | 26 | 10 | 8  | 8  |    | 38  | 30 | 29 | +1  |
| 7   | Karpaty Lviv          | 26 | 8  | 6  | 12 |    | 30  | 26 | 37 | −11 |
| 8   | Stal Dniprodzerzjynsk | 26 | 7  | 8  | 11 |    | 29  | 22 | 31 | −9  |
| 9   | Olimpik Donetsk       | 26 | 6  | 7  | 13 |    | 25  | 22 | 35 | −13 |
| -   | Metalist Charkov      | 26 | 5  | 9  | 12 |    | 24  | 19 | 46 | −27 |
| 11  | Tsjornomorets Odessa  | 26 | 4  | 10 | 12 |    | 10  | 22 | 39 | −19 |
| 12  | Volyn Loetsk          | 26 | 10 | 8  | 8  | 18 | 20  | 36 | 36 | +0  |
| -   | Hoverla Oezjhorod     | 26 | 3  | 7  | 16 | 9  | 10  | 13 | 45 | −32 |
| -   | Metaloerh Zaporizja   | 26 | 0  | 3  | 23 |    | 3   | 7  | 50 | −43 |

Regels voor de ranking: 1. punten 2. aantal gewonnen wedstrijden 3. punten onderling 4. onderling gewonnen wedstrijden 5. onderling doelsaldo verschil 6. onderling aantal doelpunten gescoord 7. onderling uit doelpunten gescoord 8. doelsaldo verschil 9. aantal goals gescoord 10. aantal uit goals gescoord 

### Legenda
| Kleur | Kwalificatie voor:             |
| ----- | ------------------------------ |
|       | Groepsfase Champions League    |
|       | 3e voorronde Champions League  |
|       | 3e voorronde Europa League     |
|       | Groepsfase Europa League       |
|       | Degradatie naar de Persja Liha |
|       | Gediskwalificeerd              |

### Topscorers
| Nr | Speler            | Club             | Goals |
| -- | ----------------- | ---------------- | ----- |
| 1  | Alex Teixeira     | Shakhtar Donetsk | 22    |
| 2  | Pylyp Boedkivskyi | Zorya Loehansk   | 14    |
| 3  | Andriy Yarmolenko | Dynamo Kiev      | 13    |

2012/13 · 2013/14 · 2014/15 ·  2015/16 · 2016/17 · 2017/18 · 2018/19 · 2019/20 · 2020/21
Nationale competities:
Albanië · Andorra · Armenië · België · Bosnië en Herzegovina · Bulgarije · Cyprus · Denemarken · Duitsland · Engeland · Estland ('15 '16) · Faeröer ('15 '16) · Finland ('15 '16) · Frankrijk · Gibraltar · Griekenland · Hongarije · IJsland ('15 '16) · Ierland ('15 '16) · Israël · Italië · Kazachstan ('15 '16) · Kroatië · Letland ('15 '16) · Litouwen ('15 '16) · Luxemburg · Macedonië · Malta · Moldavië · Montenegro · Nederland · Noord-Ierland · Noorwegen ('15 '16) · Oekraïne · Oostenrijk · Polen · Portugal · Roemenië · Rusland · San Marino · Schotland · Servië · Slovenië · Slowakije · Spanje · Tsjechië · Turkije · Wales · Zweden ('15 '16) · Zwitserland
Europese competities: Super Cup 2016 · Champions League · Europa League